# 王令仪
王令仪（10世纪—960年1月24日），五代十国后蜀官员。前蜀高祖王建的孙子，父不详。
后周世宗派兵进攻后蜀秦州、凤州时，后蜀国中人心惶惶。都官郎中徐及甫以有雄才大略而自负，仕途不得志，暗中勾结党羽，阴谋拥立王令仪为君主来发动叛乱。后周军队撤退，于是作罢。后来他同党中有告发的，就拘捕了徐及甫，徐及甫自杀。广政二十二年十二月二十三甲午日（960年1月24日），后蜀后主孟昶赐王令仪自杀。